# 大衛·拉比諾維茨
大衛·林肯·拉比諾維茨（英語：David L. Rabinowitz，1960年—），耶魯大學研究員，對太陽系外部及古柏帶進行研究。
拉比諾維茨與米高·布朗及乍德·特魯希略共同發現了一些外海王星天體，計有:
- 小行星90377「塞德娜」，可能是首個已知的歐特雲內層天體。
- 小行星90482
- 鬩神星，比冥王星大的矮行星
- 小行星136108（2003 EL61）
- 小行星136472（2005 FY9）

除此之外，他還發現了名為Pholus的小行星。